# Seznam ulic v Pisárkách
Seznam ulic v Pisárkách uvádí přehled ulic a veřejných prostranství na území evidenční části obce Pisárky v Brně, která je územně totožná s katastrálním územím Pisárky a tvoří části městských částí Brno-střed, Brno-Kohoutovice a Brno-Jundrov.

## Seznam
| Název              | Pojmenováno po               | Souřadnice                       | Obrázek | Commons                    | RÚIAN | Mapy.cz         |
| ------------------ | ---------------------------- | -------------------------------- | ------- | -------------------------- | ----- | --------------- |
| Antonína Procházky | Antonín Procházka            | 49°11′39″ s. š., 16°33′36″ v. d. |         | Antonína Procházky         | 20931 | stre&id=78939   |
| Bauerova           | Viktor Bauer                 | 49°11′ s. š., 16°34′52″ v. d.    |         | Bauerova (Brno)            | 35921 | stre&id=80432   |
| Borodinova         | Alexandr Porfirjevič Borodin | 49°11′47″ s. š., 16°32′41″ v. d. |         |                            | 21547 | stre&id=78999   |
| Bítešská           | Velká Bíteš                  | 49°10′16″ s. š., 16°33′20″ v. d. |         | Bítešská (Brno)            | 35955 | stre&id=80435   |
| Hlinky             | hlína                        | 49°11′25″ s. š., 16°34′52″ v. d. |         | Hlinky (Brno)              | 24040 | stre&id=79248   |
| Hroznová           | vinice                       | 49°11′48″ s. š., 16°34′17″ v. d. |         | Hroznová (Brno)            | 24341 | stre&id=79278   |
| Kalvodova          | Alois Kalvoda                | 49°11′58″ s. š., 16°34′12″ v. d. |         | Kalvodova (Brno)           | 25275 | stre&id=79371   |
| Kamenomlýnská      | Kamenný Mlýn                 | 49°11′44″ s. š., 16°34′13″ v. d. |         | Kamenomlýnská              | 25330 | stre&id=79377   |
| Květná             | květina                      | 49°11′39″ s. š., 16°34′28″ v. d. |         | Květná (Brno)              | 26808 | stre&id=79525   |
| Křížkovského       | Pavel Křížkovský             | 49°11′6″ s. š., 16°34′58″ v. d.  |         | Křížkovského (Brno)        | 26549 | stre&id=79499   |
| Libušino údolí     | Libuše                       | 49°11′50″ s. š., 16°33′2″ v. d.  |         | Libušino údolí (Brno)      | 27014 | stre&id=79546   |
| Lipová             | lípa                         | 49°11′40″ s. š., 16°34′48″ v. d. |         | Lipová (Brno)              | 27065 | stre&id=79551   |
| Marie Pujmanové    | Marie Pujmanová              | 49°11′53″ s. š., 16°34′18″ v. d. |         | Marie Pujmanové (Brno)     | 27481 | stre&id=79593   |
| Na Jurance         |                              | 49°11′48″ s. š., 16°33′39″ v. d. |         |                            | 36323 | stre&id=80471   |
| Nad Pisárkami      | Pisárky                      | 49°11′10″ s. š., 16°33′6″ v. d.  |         | Nad Pisárkami              | 36391 | stre&id=80478   |
| Neumannova         | František Neumann            | 49°11′45″ s. š., 16°34′37″ v. d. |         | Neumannova (Brno)          | 28762 | stre&id=79719   |
| Pisárecká          | Pisárky                      | 49°11′28″ s. š., 16°33′46″ v. d. |         | Pisárecká                  | 29599 | stre&id=79801   |
| Poříčí             | Svratka                      | 49°11′10″ s. š., 16°35′56″ v. d. |         | Poříčí (Brno)              | 30082 | stre&id=79850   |
| Preslova           | Jan Svatopluk Presl          | 49°11′50″ s. š., 16°34′34″ v. d. |         | Preslova (Brno)            | 30236 | stre&id=79865   |
| Veslařská          | loděnice                     | 49°12′16″ s. š., 16°33′39″ v. d. |         | Veslařská (Brno)           | 34479 | stre&id=80287   |
| Vinařská           | vinice                       | 49°11′35″ s. š., 16°34′49″ v. d. |         | Vinařská (Brno)            | 34533 | stre&id=80293   |
| Vinohrady          | vinice                       | 49°10′45″ s. š., 16°34′53″ v. d. |         | Vinohrady (street in Brno) | 34568 | stre&id=80296   |
| Výstaviště         | Brněnské výstaviště          | 49°11′20″ s. š., 16°35′8″ v. d.  |         | Výstaviště (Brno)          | 37176 | stre&id=80556   |
| Výšina             | místo                        | 49°11′45″ s. š., 16°33′54″ v. d. |         | Výšina (Brno)              | 35114 | stre&id=80351   |
| Wilsonův les       | Woodrow Wilson               | 49°12′19″ s. š., 16°34′24″ v. d. |         | Wilsonův les               | 36781 | base&id=1923551 |
| Šárka              | Divoká Šárka                 | 49°11′37″ s. š., 16°33′1″ v. d.  |         | Šárka (Brno)               | 32620 | stre&id=80103   |
| Žabovřeská         | Žabovřesky                   | 49°12′11″ s. š., 16°34′4″ v. d.  |         | Žabovřeská (Brno)          | 37184 | stre&id=80557   |